# Ministersekretær
En ministersekretær er en embedsmand med en akademisk uddannelse, der arbejder som personlig assistent for en minister.
Arbejdet indebærer først og fremmest praktisk koordinering af ministerens daglige arbejde i ministeriet, blandt andet i forhold til arbejdet i Folketinget og giver således stor indsigt i politisk ledelse, om end det aldrig er ministersekretæren selv, der er i fokus. Alligevel har jobbet stor karrieremæssig tyngde. 
Af kendte personer, der tidligere har arbejdet som ministersekretærer kan nævnes Kresten Schultz Jørgensen, Claes Nilas, Finn Østrup, Pui Ling Lau og Johan Reimann. 